# Vorwahl 07 (Deutschland)

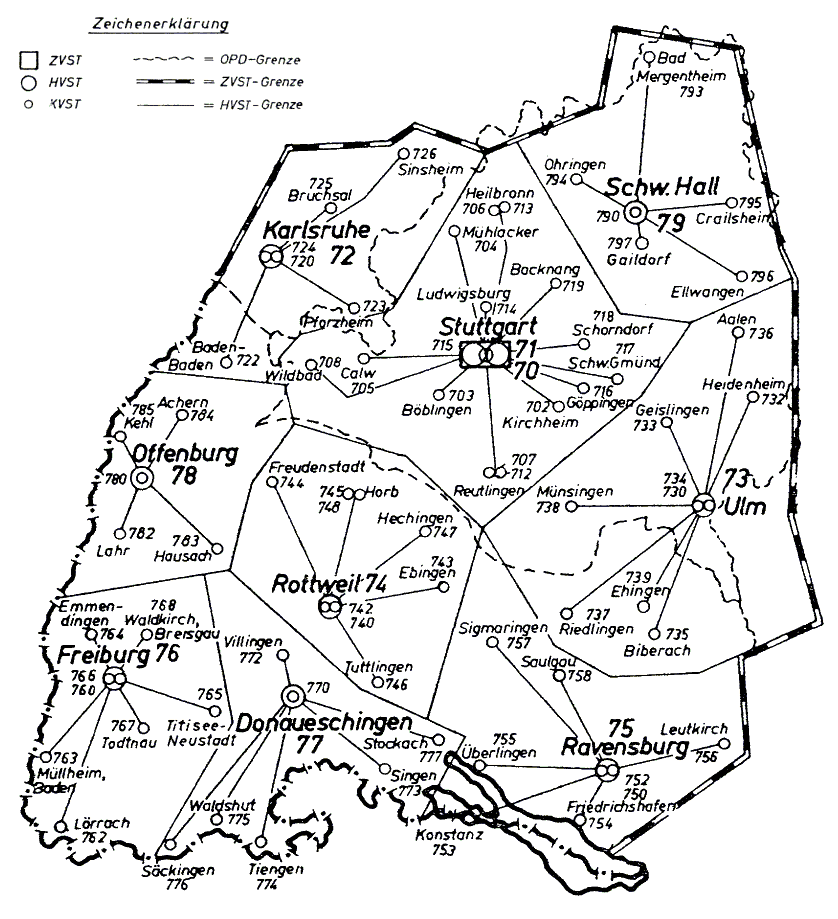
Vorwahlgebiet 07 ca. 1970

Der Vorwahlbereich 07 umfasst als einer von acht geografischen Vorwahlbereichen in Deutschland die Ortsnetzkennzahlen für Gemeinden aus dem Raum Baden-Württemberg, Südpfalz und Bayern (Raum Neu-Ulm). Außerdem liegen die persönlichen Rufnummern in diesem Nummernraum.
Ortsnamen in Fettschrift bezeichnen die Standorte der ehemaligen Knotenvermittlungsstellen (KVSt).

## Persönliche Rufnummern
- 0700 Persönliche Rufnummern
- 0701 Reserve für persönliche Rufnummern

## 070/071 – Stuttgart und Umgebung
- 0702
  - 07021 Kirchheim unter Teck; Dettingen unter Teck; Notzingen; Owen; Schlierbach
  - 07022 Frickenhausen; Großbettlingen; Nürtingen; Oberboihingen; Unterensingen; Wolfschlugen
  - 07023 Bissingen an der Teck; Holzmaden; Neidlingen; Ohmden; Weilheim an der Teck
  - 07024 Köngen; Wendlingen am Neckar
  - 07025 Beuren; Frickenhausen: Ortsteil Linsenhofen; Kohlberg; Neuffen
  - 07026 Erkenbrechtsweiler; Lenningen
- 0703
  - 07031 Böblingen; Altdorf; Holzgerlingen; Schönaich; Sindelfingen; Weil im Schönbuch: Ortsteile Breitenstein und Neuweiler
  - 07032 Ammerbuch; Gäufelden; Herrenberg; Nufringen
  - 07033 Grafenau; Heimsheim; Ostelsheim; Simmozheim; Weil der Stadt
  - 07034 Aidlingen; Ehningen; Gärtringen; Hildrizhausen
- 0704
  - 07041 Mühlacker; Ötisheim; Wiernsheim: Ortsteil Pinache
  - 07042 Eberdingen; Illingen: Ortsteil Illingen; Mühlacker: Stadtteil Großglattbach; Oberriexingen; Sersheim; Vaihingen an der Enz
  - 07043 Illingen: Ortsteil Schützingen; Knittlingen; Maulbronn; Ölbronn-Dürrn: Ortsteil Ölbronn; Sternenfels: Ortsteil Diefenbach
  - 07044 Friolzheim; Mönsheim; Weissach; Wiernsheim; Wimsheim; Wurmberg
  - 07045 Oberderdingen: Ortsteile Großvillars und Oberderdingen; Sternenfels
  - 07046 Pfaffenhofen; Sachsenheim: Stadtteile Häfnerhaslach, Ochsenbach, Spielberg; Zaberfeld
- 0705
  - 07051 Calw; Althengstett; Bad Teinach-Zavelstein: Weiler Kentheim; Oberreichenbach
  - 07052 Bad Liebenzell
  - 07053 Bad Teinach-Zavelstein; Calw: Stadtteil Holzbronn; Neubulach; Oberreichenbach: Ortsteile Naislach und Würzbach
  - 07054 Ebhausen; Wildberg
  - 07055 Bad Wildbad: Stadtteil Aichelberg; Neubulach: Stadtteil Martinsmoos; Neuweiler
  - 07056 Aidlingen; Deckenpfronn; Gechingen; Wildberg
- 0706
  - 07062 Beilstein; Abstatt; Ilsfeld; Neckarwestheim; Oberstenfeld
  - 07063 Bad Wimpfen
  - 07066 Bad Rappenau: Stadtteile Bonfeld und Fürfeld; Heilbronn: Stadtteile Biberach und Kirchhausen
- 0707
  - 07071 Tübingen; Kusterdingen
  - 07072 Dußlingen; Gomaringen; Kusterdingen: Ortsteil Immenhausen; Reutlingen: Stadtteile Bronnweiler und Gönningen
  - 07073 Ammerbuch; Rottenburg am Neckar: Stadtteil Oberndorf; Tübingen: Stadtteil Unterjesingen
- 0708
  - 07081 Bad Wildbad, Dobel: Ortsteil Eyachmühle; Höfen an der Enz
  - 07082 Birkenfeld: Ortsteil Gräfenhausen; Engelsbrand; Keltern; Neuenbürg; Straubenhardt
  - 07083 Bad Herrenalb; Dobel; Loffenau
  - 07084 Bad Liebenzell: Stadtteil Maisenbach; Oberreichenbach: Ortsteil Igelsloch; Schömberg
  - 07085 Bad Wildbad: Ortsteile Nonnenmiß und Sprollenhaus; Enzklösterle
- 0711 Stuttgart; Aichwald; Denkendorf; Esslingen am Neckar; Fellbach; Filderstadt: Stadtteile Bernhausen, Bonlanden und Plattenhardt; Korntal-Münchingen: Stadtteil Korntal; Leinfelden-Echterdingen; Ostfildern
- 0712
  - 07121 Reutlingen; Eningen unter Achalm; Kirchentellinsfurt; Pfullingen; Wannweil
  - 07122 Lichtenstein; St. Johann
  - 07123 Bempflingen; Dettingen an der Erms; Frickenhausen: Ortsteil Tischardt; Grafenberg; Metzingen; Neuffen: Stadtteil Kappishäusern; Riederich
  - 07124 Burladingen: Ortsteil Hörschwag; Gammertingen: Ortsteil Mariaberg; Trochtelfingen
  - 07125 Bad Urach; Hülben
  - 07126 Burladingen: Ortsteile Melchingen, Salmendingen, Stetten unter Holstein
  - 07127 Aichtal; Altdorf; Altenriet; Neckartailfingen; Neckartenzlingen; Pliezhausen; Reutlingen: Stadtteil Mittelstadt; Schlaitdorf, Walddorfhäslach
  - 07128 Sonnenbühl
  - 07129 Engstingen; Lichtenstein
- 0713
  - 07130 Beilstein; Löwenstein; Obersulm; Wüstenrot: Ortsteil Stangenbach; Untergruppenbach: Ortsteil Unterheinriet
  - 07131 Heilbronn; Flein; Leingarten; Untergruppenbach: Ortsteil Untergruppenbach
  - 07132 Erlenbach; Neckarsulm; Oedheim; Untereisesheim
  - 07133 Ilsfeld; Lauffen am Neckar; Neckarwestheim; Nordheim; Talheim
  - 07134 Eberstadt; Ellhofen; Lehrensteinsfeld; Obersulm: Ortsteile Sülzbach und Willsbach; Weinsberg
  - 07135 Brackenheim; Cleebronn; Güglingen; Nordheim
  - 07136 Bad Friedrichshall; Gundelsheim; Oedheim; Offenau
  - 07138 Eppingen: Stadtteil Kleingartach; Massenbachhausen; Schwaigern
  - 07139 Hardthausen am Kocher; Langenbrettach: Ortsteil Brettach; Neckarsulm: Stadtteil Dahenfeld; Neuenstadt am Kocher; Oedheim: Ortsteil Degmarn
- 0714
  - 07141 Ludwigsburg; Asperg; Freiberg am Neckar; Kornwestheim; Möglingen; Remseck am Neckar; Tamm
  - 07142 Bietigheim-Bissingen; Ingersheim
  - 07143 Besigheim; Bönnigheim; Erligheim; Freudental; Gemmrigheim; Hessigheim; Kirchheim am Neckar; Löchgau; Mundelsheim; Walheim
  - 07144 Affalterbach; Benningen am Neckar; Erdmannhausen; Kirchberg an der Murr; Ludwigsburg: Stadtteil Poppenweiler; Marbach am Neckar, Murr; Pleidelsheim; Steinheim an der Murr
  - 07145 Markgröningen
  - 07146 Remseck am Neckar; Waiblingen: Ortsteil Bittenfeld
  - 07147 Bietigheim-Bissingen: Ortsteil Untermberg; Markgröningen; Sachsenheim
  - 07148 Aspach; Großbottwar; Steinheim an der Murr
- 0715
  - 07150 Hemmingen; Korntal-Münchingen: Stadtteil Münchingen; Schwieberdingen
  - 07151 Waiblingen; Kernen im Remstal; Korb; Remshalden; Weinstadt
  - 07152 Ditzingen: Stadtteil Heimerdingen; Leonberg; Rutesheim
  - 07153 Altbach; Baltmannsweiler; Deizisau; Hochdorf; Lichtenwald; Plochingen; Reichenbach an der Fils; Wernau
  - 07154 Kornwestheim
  - 07156 Ditzingen; Gerlingen
  - 07157 Dettenhausen; Steinenbronn; Waldenbuch; Weil im Schönbuch
  - 07158 Filderstadt: Stadtteil Harthausen und Sielmingen; Neuhausen auf den Fildern; Ostfildern: Stadtteil Scharnhausen
  - 07159 Magstadt; Renningen
- 0716
  - 07161 Göppingen; Albershausen; Birenbach; Börtlingen; Eislingen/Fils; Eschenbach; Heiningen; Rechberghausen; Schlat; Uhingen: Stadtteile Holzhausen, Sparwiesen und Uhingen; Wangen
  - 07162 Donzdorf; Gingen an der Fils; Salach; Süßen; Wißgoldingen
  - 07163 Ebersbach an der Fils; Uhingen: Stadtteile Baiereck, Diegelsberg, Nassach und Nassachmühle
  - 07164 Aichelberg; Bad Boll; Dürnau; Gammelshausen; Hattenhofen; Zell unter Aichelberg
  - 07165 Eislingen/Fils: Weiler Eschenbäche; Göppingen: Stadtteile Hohenstaufen, Hohrein, Lenglingen und Maitis; Ottenbach
  - 07166 Adelberg
- 0717
  - 07171 Schwäbisch Gmünd; Alfdorf: Ortsteil Adelstetten; Mutlangen; Waldstetten
  - 07172 Alfdorf; Lorch; Wäschenbeuren
  - 07173 Bartholomä; Böbingen an der Rems; Heubach; Schwäbisch Gmünd: Stadtteil Bargau
  - 07174 Heuchlingen; Mögglingen
  - 07175 Eschach; Göggingen; Iggingen; Leinzell; Schechingen; Täferrot
  - 07176 Durlangen; Ruppertshofen; Spraitbach; Täferrot: Ortsteil Tierhaupten
- 0718
  - 07181 Schorndorf; Berglen; Plüderhausen; Remshalden; Urbach; Winterbach
  - 07182 Kaisersbach; Plüderhausen: Gehöft Eibenhof; Welzheim
  - 07183 Althütte; Rudersberg
  - 07184 Kaisersbach; Murrhardt
- 0719
  - 07191 Backnang; Allmersbach im Tal; Aspach; Auenwald; Burgstetten; Oppenweiler; Weissach im Tal
  - 07192 Althütte; Auenwald; Großerlach: Ortsteil Grab; Murrhardt
  - 07193 Großerlach: Ortsteile Mittelfischbach, Oberfischbach und Unterfischbach; Oppenweiler: Ortsteile Reichenberg, Schiffrain und Weiler Ellenweiler; Sulzbach an der Murr
  - 07194 Oberstenfeld, Spiegelberg; Wüstenrot: Ortsteil Neulautern
  - 07195 Berglen; Leutenbach; Schwaikheim; Winnenden

## 072 – Karlsruhe und Umgebung
- 0720
  - 07202 Karlsbad
  - 07203 Walzbachtal
  - 07204 Gaggenau: Stadtteile Freiolsheim und Moosbronn; Malsch
- 0721 Karlsruhe; Eggenstein-Leopoldshafen; Pfinztal: Ortsteil Berghausen; Rheinstetten: Ortsteil Forchheim; Stutensee
- 0722
  - 07220 Forbach: Ortsteil Hundsbach
  - 07221 Baden-Baden; Sinzheim
  - 07222 Bischweier; Gaggenau: Stadtteil Oberweier; Kuppenheim; Muggensturm; Ötigheim; Rastatt; Steinmauern
  - 07223 Baden-Baden; Bühl; Bühlertal; Ottersweier; Sinzheim: Ortsteile Leiberstung und Schiftung
  - 07224 Gaggenau: Stadtteil Hörden; Gernsbach; Weisenbach
  - 07225 Gaggenau; Kuppenheim
  - 07226 Bühl: Weiler Bühlerhöhe, Hundseck, Plättig und Sand; Bühlertal: Exklaven Hundseck, Kohlbergwiese, Oberer Plättig und Schwanenwasen; Forbach; Ottersweier: Weiler Hundseck; Sasbach
  - 07227 Bühl: Stadtteil Moos; Lichtenau; Rheinau; Rheinmünster
  - 07228 Forbach
  - 07229 Hügelsheim; Iffezheim; Rastatt
- 0723
  - 07231 Pforzheim; Birkenfeld; Ispringen; Kämpfelbach: Ortsteil Ersingen; Kieselbronn
  - 07232 Eisingen; Kämpfelbach: Ortsteil Bilfingen; Königsbach-Stein; Remchingen
  - 07233 Niefern-Öschelbronn
  - 07234 Neuhausen; Pforzheim: Stadtteil Hohenwart; Tiefenbronn
  - 07235 Engelsbrand; Schömberg; Unterreichenbach
  - 07236 Keltern
  - 07237 Neulingen; Ölbronn-Dürrn: Ortsteil Dürrn
- 0724
  - 07240 Pfinztal: Ortsteile Kleinsteinbach, Söllingen und Wöschbach
  - 07242 Rheinstetten: Ortsteile Mörsch und Neuburgweier
  - 07243 Ettlingen; Waldbronn
  - 07244 Stutensee; Weingarten (Baden)
  - 07245 Au am Rhein; Bietigheim; Durmersheim; Elchesheim-Illingen
  - 07246 Malsch
  - 07247 Dettenheim: Ortsteil Liedolsheim; Eggenstein-Leopoldshafen; Linkenheim-Hochstetten
  - 07248 Karlsbad: Ortsteil Ittersbach; Marxzell, Straubenhardt
  - 07249 Stutensee
- 0725
  - 07250 Kraichtal: Stadtteile Bahnbrücken, Landshausen, Menzingen, Münzesheim und Oberacker
  - 07251 Bruchsal; Forst; Karlsdorf-Neuthard; Kraichtal: Stadtteile Oberöwisheim und Unteröwisheim; Linkenheim-Hochstetten; Ubstadt-Weiher: Ortsteile Ubstadt und Weiher
  - 07252 Bretten; Gondelsheim
  - 07253 Bad Schönborn; Kronau; Malsch; Mühlhausen: Ortsteil Rettigheim; Östringen; Rauenberg: Stadtteil Malschenberg; Ubstadt-Weiher: Ortsteile Stettfeld und Zeutern
  - 07254 Oberhausen-Rheinhausen; Waghäusel
  - 07255 Dettenheim: Ortsteil Rußheim; Graben-Neudorf; Hambrücken
  - 07256 Philippsburg
  - 07257 Bruchsal: Stadtteile Büchenau, Obergrombach und Untergrombach
  - 07258 Bretten: Stadtteil Bauerbach; Kraichtal: Stadtteil Gochsheim; Kürnbach; Oberderdingen: Ortsteil Flehingen; Zaisenhausen
  - 07259 Kraichtal: Stadtteil Neuenbürg; Östringen: Stadtteile Eichelberg, Odenheim und Tiefenbach
- 0726
  - 07260 Eppingen: Stadtteil Elsenz; Sinsheim: Stadtteil Hilsbach
  - 07261 Sinsheim; Waibstadt
  - 07262 Eppingen
  - 07263 Epfenbach; Helmstadt-Bargen; Neckarbischofsheim; Neidenstein; Waibstadt
  - 07264 Bad Rappenau; Siegelsbach
  - 07265 Angelbachtal; Sinsheim: Stadtteile Eschelbach und Waldangelloch
  - 07266 Bad Rappenau: Stadtteil Grombach; Ittlingen; Kirchardt; Sinsheim: Stadtteil Ehrstädt
  - 07267 Gemmingen
  - 07268 Bad Rappenau: Stadtteile Babstadt, Obergimpern und Treschklingen; Neckarbischofsheim: Ortsteil Untergimpern; Sinsheim: Stadtteil Hasselbach
  - 07269 Sulzfeld
- 0727
  - 07271 Wörth am Rhein; Jockgrim
  - 07272 Bellheim; Hördt; Kuhardt; Leimersheim; Neupotz; Rheinzabern; Rülzheim
  - 07273 Berg (Pfalz); Hagenbach; Neuburg am Rhein
  - 07274 Germersheim
  - 07275 Erlenbach bei Kandel; Hatzenbühl; Kandel; Minfeld
  - 07276 Herxheim bei Landau/Pfalz; Herxheimweyher
  - 07277 Scheibenhardt; Wörth am Rhein: Stadtteil Büchelberg

## 073 – Ulm und Umgebung
- 0730
  - 07300 Roggenburg
  - 07302 Holzheim; Pfaffenhofen an der Roth
  - 07303 Illertissen
  - 07304 Blaustein; Ulm: Stadtteil Ermingen
  - 07305 Erbach; Hüttisheim; Oberdischingen; Ulm: Stadtteile Einsingen und Gögglingen-Donaustetten
  - 07306 Bellenberg; Illerrieden; Vöhringen; Weißenhorn
  - 07307 Neu-Ulm: Stadtteile Gerlenhofen und Holzschwang; Senden; Vöhringen: Stadtteil Illerzell
  - 07308 Elchingen; Nersingen; Neu-Ulm: Stadtteil Steinheim
  - 07309 Senden; Weißenhorn
- 0731 Ulm; Blaustein: Ortsteil Pfaffenhau; Elchingen; Neu-Ulm
- 0732
  - 07321 Heidenheim an der Brenz; Nattheim
  - 07322 Giengen an der Brenz; Hermaringen
  - 07323 Amstetten: Ortsteil Bräunisheim; Gerstetten; Steinheim am Albuch: Ortsteil Söhnstetten
  - 07324 Gerstetten: Ortsteile Dettingen am Albuch und Heuchlingen; Giengen an der Brenz: Stadtteil Hürben; Herbrechtingen; Niederstotzingen: Stadtteil Lontal
  - 07325 Bächingen an der Brenz; Niederstotzingen; Sontheim an der Brenz
  - 07326 Dischingen: Ortsteil Frickingen; Nattheim: Ortsteil Auernheim; Neresheim
  - 07327 Dischingen; Nattheim: Ortsteil Fleinheim
  - 07328 Königsbronn
  - 07329 Steinheim am Albuch
- 0733
  - 07331 Geislingen an der Steige; Amstetten; Bad Überkingen: Ortsteil Bad Überkingen; Kuchen
  - 07332 Böhmenkirch; Lauterstein; Schwäbisch Gmünd: Stadtteil Degenfeld
  - 07333 Laichingen; Westerheim
  - 07334 Bad Ditzenbach; Bad Überkingen: Ortsteile Hausen an der Fils, Oberböhringen und Unterböhringen; Deggingen; Geislingen an der Steige: Stadtteil Aufhausen
  - 07335 Bad Ditzenbach: Ortsteil Gosbach; Drackenstein; Gruibingen; Hohenstadt; Mühlhausen im Täle; Wiesensteig
  - 07336 Amstetten: Ortsteile Hofstett-Emerbuch und Reutti; Dornstadt: Ortsteil Scharenstetten; Lonsee; Westerstetten: Ortsteil Hinterdenkental
  - 07337 Geislingen an der Steige: Weiler Wannenhöfe; Merklingen; Nellingen
- 0734
  - 07340 Altheim (Alb); Ballendorf; Börslingen; Breitingen; Holzkirch; Neenstetten; Weidenstetten
  - 07343 Buch; Unterroth
  - 07344 Berghülen; Blaubeuren; Erbach: Stadtteil Ringingen
  - 07345 Asselfingen; Langenau; Nerenstetten; Öllingen; Rammingen; Setzingen
  - 07346 Illerkirchberg; Schnürpflingen; Staig; Ulm: Stadtteil Unterweiler
  - 07347 Balzheim; Dietenheim; Schwendi: Ortsteile Sießen im Wald, Hörenhausen, Weihungszell
  - 07348 Beimerstetten; Bernstadt; Dornstadt; Langenau; Westerstetten
- 0735
  - 07351 Biberach an der Riß; Maselheim; Mittelbiberach; Ummendorf; Warthausen
  - 07352 Biberach an der Riß: Stadtteil Ringschnait; Erlenmoos; Gutenzell-Hürbel; Maselheim: Ortsteil Unterschnaitbach; Ochsenhausen; Steinhausen an der Rottum
  - 07353 Gutenzell-Hürbel: Ortsteil Niedernzell; Maselheim: Ortsteil Heggbach; Mietingen: Ortsteil Walpertshofen; Schwendi; Wain
  - 07354 Berkheim; Dettingen an der Iller; Erolzheim; Gutenzell-Hürbel: Ortsteil Bollsberg; Kirchberg an der Iller; Kirchdorf an der Iller
  - 07355 Eberhardzell; Hochdorf; Ingoldingen; Ummendorf
  - 07356 Maselheim: Ortsteile Äpfingen und Sulmingen; Mietingen: Ortsteil Baltringen; Schemmerhofen; Warthausen
  - 07357 Attenweiler; Biberach an der Riß: Stadtteil Stafflangen; Grundsheim; Oberstadion; Oggelshausen; Schemmerhofen; Uttenweiler; Warthausen
  - 07358 Eberhardzell; Bad Wurzach; Rot an der Rot; Steinhausen an der Rottum
- 0736
  - 07361 Aalen; Hüttlingen; Rainau
  - 07362 Bopfingen; Kirchheim am Ries; Neresheim; Riesbürg
  - 07363 Lauchheim; Westhausen
  - 07364 Oberkochen
  - 07365 Essingen
  - 07366 Aalen: Stadtteile Dewangen und Fachsenfeld; Abtsgmünd; Hüttlingen; Neuler; Schechingen: Ortsteil Leinweiler
  - 07367 Aalen: Stadtteile Ebnat und Waldhausen; Heidenheim an der Brenz: Stadtteil Großkuchen; Neresheim: Stadtteil Elchingen auf dem Härtsfeld
- 0737
  - 07371 Riedlingen; Altheim; Betzenweiler; Dürmentingen; Ertingen; Langenenslingen: Ortsteil Andelfingen; Unlingen
  - 07373 Emeringen; Pfronstetten; Riedlingen; Zwiefalten
  - 07374 Alleshausen; Betzenweiler; Emerkingen; Seekirch; Unlingen: Ortsteile Dietelhofen und Uigendorf; Uttenweiler
  - 07375 Ehingen (Donau): Schloss Mochental; Lauterach; Obermarchtal; Rechtenstein
  - 07376 Langenenslingen
- 0738
  - 07381 Münsingen; Bad Urach; Mehrstetten
  - 07382 Grabenstetten; Römerstein
  - 07383 Hayingen: Ortsteil Ehestetten; Hohenstein: Ortsteil Eglingen; Münsingen: Stadtteile Apfelstetten, Bichishausen, Bremelau, Buttenhausen, Dürrenstetten, Gundelfingen und Hundersingen
  - 07384 Allmendingen; Münsingen: Stadtteil Magolsheim; Schelklingen: Stadtteile Hütten, Ingstetten, Justingen und Sondernach
  - 07385 Engstingen; Gomadingen
  - 07386 Ehingen (Donau): Stadtteil Erbstetten; Hayingen
  - 07387 Hohenstein
  - 07388 Pfronstetten; Trochtelfingen
  - 07389 Heroldstatt
- 0739
  - 07391 Ehingen (Donau); Allmendingen; Altheim; Griesingen; Öpfingen
  - 07392 Achstetten; Burgrieden; Ehingen (Donau): Stadtteil Rißtissen; Laupheim; Mietingen
  - 07393 Ehingen (Donau): Stadtteil Kirchen; Emerkingen, Hausen am Bussen; Munderkingen; Oberstadion: Ortsteil Hundersingen; Rottenacker; Untermarchtal; Unterstadion; Unterwachingen
  - 07394 Allmendingen; Blaubeuren; Erbach: Weiler Steinenfeld; Schelklingen
  - 07395 Ehingen (Donau): Stadtteile Altsteußlingen, Briel, Dächingen, Frankenhofen, Granheim und Mundingen

## 074 – Rottweil und Umgebung
- 0740
  - 07402 Dunningen: Ortsteil Seedorf; Fluorn-Winzeln; Schramberg: Stadtteil Waldmössingen
  - 07403 Dunningen; Eschbronn; Zimmern ob Rottweil: Ortsteile Flözlingen und Stetten ob Rottweil
  - 07404 Bösingen; Dietingen: Ortsteile Böhringen und Irslingen; Epfendorf
- 0741 Rottweil; Deißlingen: Weiler Nagelschmiede; Dietingen; Villingendorf; Zimmern ob Rottweil
- 0742
  - 07420 Deißlingen
  - 07422 Aichhalden; Dunningen: Weiler Gifizenmoos; Hardt; Lauterbach; Schramberg
  - 07423 Dornhan; Oberndorf am Neckar
  - 07424 Aldingen; Balgheim; Denkingen; Dürbheim; Gunningen; Hausen ob Verena; Rietheim-Weilheim; Spaichingen
  - 07425 Deißlingen: Siedlung Trossingen Bahnhof; Trossingen; Villingen-Schwenningen: Stadtteil Weigheim
  - 07426 Deilingen; Frittlingen; Gosheim; Wehingen; Wellendingen
  - 07427 Dautmergen; Dietingen: Ortsteil Gößlingen; Dormettingen; Dotternhausen; Ratshausen; Rosenfeld; Rottweil: Ortsteil Neukirch; Schömberg; Weilen unter den Rinnen; Zimmern unter der Burg
  - 07428 Dietingen: Ortsteil Rotenzimmern; Geislingen; Rosenfeld
  - 07429 Böttingen; Bubsheim; Egesheim; Königsheim; Mahlstetten; Nusplingen; Reichenbach am Heuberg; Renquishausen
- 0743
  - 07431 Albstadt: Stadtteil Ebingen; Albstadt: Stadtteile Lautlingen und Margrethausen; Bitz; Meßstetten
  - 07432 Albstadt: Stadtteile Onstmettingen, Pfeffingen, Tailfingen und Truchtelfingen
  - 07433 Balingen; Geislingen
  - 07434 Straßberg; Winterlingen
  - 07435 Albstadt: Stadtteile Burgfelden und Laufen an der Eyach; Balingen: Stadtteil Zillhausen
  - 07436 Hausen am Tann; Meßstetten; Obernheim
- 0744
  - 07440 Bad Rippoldsau-Schapbach: Ortsteil Bad Rippoldsau
  - 07441 Freudenstadt
  - 07442 Baiersbronn; Freudenstadt: Stadtteile Igelsberg und Kniebis
  - 07443 Dornstetten; Freudenstadt: Stadtteile Frutenhof, Grüntal, Obermusbach und Untermusbach; Glatten; Schopfloch; Waldachtal
  - 07444 Aichhalden; Alpirsbach; Loßburg: Weiler Herrenwald
  - 07445 Pfalzgrafenweiler; Waldachtal: Ortsteil Unterwaldach
  - 07446 Loßburg
  - 07447 Baiersbronn: Ortsteile Huzenbach, Schönegrund, Schönmünzach und Schwarzenberg; Seewald: Ortsteil Besenfeld
  - 07448 Seewald
  - 07449 Baiersbronn: Ortsteil Obertal
- 0745
  - 07451 Horb am Neckar
  - 07452 Jettingen; Mötzingen; Nagold; Rohrdorf
  - 07453 Altensteig; Egenhausen; Grömbach; Simmersfeld; Wörnersberg
  - 07454 Sulz am Neckar; Vöhringen
  - 07455 Dornhan; Loßburg: Ortsteile Betzweiler und Wälde
  - 07456 Haiterbach
  - 07457 Bondorf; Eutingen im Gäu; Neustetten; Rottenburg am Neckar: Stadtteile Baisingen, Eckenweiler, Ergenzingen, Hailfingen und Seebronn; Starzach: Ortsteil Börstingen
  - 07458 Altensteig: Ortsteil Walddorf; Ebhausen
  - 07459 Eutingen im Gäu: Ortsteil Göttelfingen; Nagold: Stadtteile Gündringen, Hochdorf, Schietingen und Vollmaringen
- 0746
  - 07461 Tuttlingen; Rietheim-Weilheim; Wurmlingen
  - 07462 Immendingen, Tuttlingen: Stadtteil Möhringen
  - 07463 Fridingen an der Donau; Kolbingen; Mühlheim an der Donau
  - 07464 Durchhausen; Seitingen-Oberflacht, Talheim, Tuningen; Tuttlingen: Stadtteil Eßlingen
  - 07465 Eigeltingen; Emmingen-Liptingen
  - 07466 Bärenthal; Beuron; Irndorf; Leibertingen
  - 07467 Neuhausen ob Eck: Ortsteil Neuhausen ob Eck
- 0747
  - 07471 Hechingen; Bisingen; Bodelshausen; Rangendingen
  - 07472 Neustetten; Rottenburg am Neckar; Starzach: Ortsteil Sulzau; Tübingen: Stadtteil Bühl
  - 07473 Mössingen; Nehren; Ofterdingen
  - 07474 Haigerloch
  - 07475 Burladingen
  - 07476 Bisingen; Grosselfingen
  - 07477 Burladingen: Ortsteile Killer und Starzeln; Hechingen: Stadtteile Beuren und Schlatt; Jungingen
  - 07478 Hirrlingen; Rangendingen; Rottenburg am Neckar: Stadtteile Frommenhausen und Hemmendorf; Starzach: Ortsteil Wachendorf
- 0748
  - 07482 Horb am Neckar: Stadtteile Betra, Dettingen, Dettlingen und Dießen; Sulz am Neckar: Ortsteil Glatt
  - 07483 Empfingen: Ortsteil Dommelsberg; Horb am Neckar: Stadtteil Mühringen; Starzach: Ortsteile Bierlingen und Felldorf
  - 07484 Simmersfeld
  - 07485 Empfingen
  - 07486 Horb am Neckar: Stadtteile Altheim, Bittelbronn, Grünmettstetten und Talheim; Waldachtal: Ortsteil Salzstetten

## 075 – Ravensburg und Umgebung
- 0750
  - 07502 Baindt; Fronreute; Wolpertswende
  - 07503 Deggenhausertal, Guggenhausen, Horgenzell: Weiler Ringenhausen; Wilhelmsdorf
  - 07504 Berg: Weiler Neubaumgarten; Ravensburg: Stadtteil Erbenweiler; Wilhelmsdorf: Weiler Frimmenweiler
  - 07505 Berg: Ortsteile Dietenhofen, Kellenried und Oberstaig; Fleischwangen; Fronreute; Guggenhausen; Unterwaldhausen
  - 07506 Amtzell; Kißlegg; Wangen im Allgäu: Ortschaften Karsee und Leupolz
- 0751 Ravensburg; Baienfurt; Baindt; Berg; Grünkraut; Schlier; Weingarten
- 0752
  - 07520 Amtzell; Bodnegg; Grünkraut: Weiler Ottershofen; Ravensburg: Weiler Bauren
  - 07522 Amtzell: Ortsteil Karbach; Argenbühl: Ortsteil Ratzenried; Hergatz; Kißlegg; Wangen im Allgäu
  - 07524 Bad Waldsee; Eberhardzell
  - 07525 Altshausen; Aulendorf; Bad Schussenried; Bad Waldsee; Ebersbach-Musbach: Ortsteil Menzenweiler
  - 07527 Bad Wurzach: Stadtteil Eintürnen; Bergatreute; Wolfegg
  - 07528 Neukirch; Tettnang: Ortsteil Notzenhaus; Wangen im Allgäu: Ortschaften Neuravensburg und Schomburg
  - 07529 Schlier; Vogt; Waldburg
- 0753
  - 07531 Konstanz; Reichenau: Ortsteile Lindenbühl und Waldsiedlung
  - 07532 Daisendorf; Hagnau am Bodensee; Immenstaad am Bodensee; Meersburg; Stetten
  - 07533 Allensbach, Konstanz: Stadtteile Dettingen-Wallhausen und Dingelsdorf
  - 07534 Reichenau
- 0754
  - 07541 Friedrichshafen; Eriskirch
  - 07542 Meckenbeuren; Tettnang
  - 07543 Kressbronn am Bodensee; Langenargen; Tettnang: Ortsteil Langnau
  - 07544 Bermatingen; Friedrichshafen: Ortschaft Kluftern; Markdorf; Salem: Ortsteile Mittelstenweiler und Oberstenweiler
  - 07545 Immenstaad am Bodensee
  - 07546 Friedrichshafen: Ortschaft Ettenkirch; Horgenzell; Oberteuringen; Ravensburg: Stadtteile Alberskirch, Eggartskirch und Taldorf
- 0755
  - 07551 Überlingen; Owingen; Sipplingen
  - 07552 Heiligenberg: Ortsteil Hattenweiler; Herdwangen-Schönach; Ostrach; Pfullendorf
  - 07553 Deggenhausertal: Ortsteil Mennwangen; Salem; Überlingen: Stadtteil Lippertsreute
  - 07554 Deggenhausertal: Ortsteil Ellenfurt; Frickingen; Heiligenberg; Salem: Ortsteil Beuren
  - 07555 Deggenhausertal; Illmensee: Ortsteil Glashütten
  - 07556 Salem: Ortsteil Grasbeuren; Uhldingen-Mühlhofen
  - 07557 Herdwangen-Schönach; Hohenfels; Owingen: Ortsteile Billafingen, Hohenbodman und Taisersdorf
  - 07558 Illmensee, Ostrach: Ortsteil Egelreute; Pfullendorf: Ortsteil Langgassen
- 0756
  - 07561 Leutkirch im Allgäu
  - 07562 Isny im Allgäu; Maierhöfen
  - 07563 Kißlegg; Leutkirch im Allgäu: Stadtteil Gebrazhofen
  - 07564 Bad Wurzach
  - 07565 Aichstetten; Aitrach
  - 07566 Argenbühl; Heimenkirch; Isny im Allgäu
  - 07567 Isny im Allgäu: Stadtteil Beuren; Leutkirch im Allgäu: Stadtteile Friesenhofen und Rimpach
  - 07568 Aitrach: Weiler Schmiddis; Bad Wurzach: Stadtteil Hauerz; Rot an der Rot; Steinhausen an der Rottum
  - 07569 Buchenberg: Ortsteil Kreuzthal; Isny im Allgäu: Wohnplatz Eisenbach
- 0757
  - 07570 Beuron: Ortsteil Thiergarten; Leibertingen; Meßkirch: Ortsteil Langenhart; Sigmaringen: Stadtteil Gutenstein
  - 07571 Sigmaringen; Bingen; Inzigkofen; Sigmaringendorf; Stetten am kalten Markt
  - 07572 Altheim; Hohentengen; Mengen: Ortsteile Beuren, Blochingen, Ennetach; Scheer
  - 07573 Stetten am kalten Markt
  - 07574 Gammertingen; Hettingen; Langenenslingen; Neufra
  - 07575 Inzigkofen: Ortsteil Engelswies; Leibertingen; Meßkirch; Sauldorf
  - 07576 Krauchenwies; Mengen
  - 07577 Hettingen; Sigmaringen: Stadtteil Jungnau; Veringenstadt; Winterlingen: Ortsteile Benzingen und Harthausen auf der Scher
  - 07578 Meßkirch: Ortsteil Rengetsweiler; Sauldorf; Wald
  - 07579 Beuron: Ortsteile Hausen im Tal, Langenbrunn und Neidingen; Meßstetten; Schwenningen
- 0758
  - 07581 Bad Saulgau; Boms; Ebersbach-Musbach: Ortsteil Boos; Eichstegen
  - 07582 Alleshausen; Allmannsweiler; Bad Buchau; Biberach an der Riß; Dürnau; Kanzach; Moosburg; Oggelshausen; Seekirch; Tiefenbach
  - 07583 Bad Saulgau: Ortsteil Bierstetten; Bad Schussenried; Ebersbach-Musbach: Ortsteil Schwemme; Ingoldingen
  - 07584 Altshausen; Boms; Ebenweiler; Ebersbach-Musbach; Eichstegen; Fronreute; Guggenhausen
  - 07585 Hohentengen: Ortsteil Birkhöfe; Ostrach
  - 07586 Ertingen; Herbertingen; Hohentengen: Ortsteil Eichen
  - 07587 Guggenhausen; Hoßkirch; Königseggwald; Riedhausen; Unterwaldhausen

## 076 – Freiburg im Breisgau und Umgebung
- 0760
  - 07602 Bollschweil: Ortsteil St. Ulrich im Schwarzwald; Münstertal/Schwarzwald: Ortsteil Gießhübel; Oberried
- 0761 Freiburg im Breisgau; Au; Gundelfingen; Horben; Kirchzarten; Merzhausen; Sölden; Wittnau
- 0762
  - 07620 Gersbach (Schopfheim)
  - 07621 Lörrach; Binzen; Eimeldingen; Inzlingen; Rümmingen; Schallbach; Weil am Rhein; Wittlingen
  - 07622 Hausen im Wiesental; Maulburg; Rheinfelden (Baden): Stadtteil Nordschwaben; Schopfheim mit Stadtteilen Enkenstein und Kürnberg; Wieslet
  - 07623 Rheinfelden (Baden); Schwörstadt
  - 07624 Grenzach-Wyhlen
  - 07625 Häg-Ehrsberg; Zell im Wiesental
  - 07626 Kandern; Malsburg-Marzell; Schliengen
  - 07627 Rheinfelden (Baden): Stadtteil Adelhausen; Steinen
  - 07628 Efringen-Kirchen; Fischingen
  - 07629 Kleines Wiesental: Ortsteile Bürchau, Elbenschwand, Raich, Sallneck, Tegernau und Wies; Steinen: Ortsteil Endenburg
- 0763
  - 07631 Müllheim; Auggen; Buggingen; Neuenburg am Rhein
  - 07632 Badenweiler
  - 07633 Bad Krozingen; Bollschweil: Ortsteil Bollschweil; Ehrenkirchen; Hartheim am Rhein; Heitersheim: Stadtteil Gallenweiler; Staufen im Breisgau
  - 07634 Ballrechten-Dottingen, Buggingen; Eschbach (Markgräflerland); Heitersheim: Stadtteil Heitersheim; Neuenburg am Rhein: Stadtteil Grißheim; Sulzburg
  - 07635 Bad Bellingen; Neuenburg am Rhein: Stadtteil Steinenstadt; Schliengen
  - 07636 Münstertal/Schwarzwald; Staufen im Breisgau: Ortsteil Kropbach
- 0764
  - 07641 Emmendingen; Reute; Sexau; Teningen
  - 07642 Endingen am Kaiserstuhl; Forchheim; Riegel am Kaiserstuhl; Sasbach am Kaiserstuhl; Wyhl am Kaiserstuhl
  - 07643 Herbolzheim; Rheinhausen
  - 07644 Kenzingen; Malterdingen
  - 07645 Freiamt; Gutach im Breisgau
  - 07646 Weisweil
- 0765
  - 07651 Titisee-Neustadt, Breitnau: Ortsteil Einsiedel; Friedenweiler
  - 07652 Breitnau; Hinterzarten; Titisee-Neustadt: Ortsteil Heiligenbrunnen
  - 07653 Bonndorf im Schwarzwald; Lenzkirch
  - 07654 Bräunlingen: Unterbränd; Friedenweiler; Löffingen
  - 07655 Feldberg (Schwarzwald)
  - 07656 Schluchsee
  - 07657 Eisenbach (Hochschwarzwald); Titisee-Neustadt: Ortsteil Schwärzenbach; Vöhrenbach
- 0766
  - 07660 Simonswald; Stegen: Ortsteil Obertal; St. Peter
  - 07661 Buchenbach; Kirchzarten; Oberried; Stegen
  - 07662 Sasbach am Kaiserstuhl; Vogtsburg im Kaiserstuhl
  - 07663 Bahlingen am Kaiserstuhl; Bötzingen; Eichstetten am Kaiserstuhl; Teningen
  - 07664 Breisach am Rhein: Ortsteile Niederrimsingen und Oberrimsingen; Ebringen; Ehrenkirchen; Freiburg im Breisgau: Stadtteile Munzingen, Opfingen und Tiengen; Pfaffenweiler, Schallstadt
  - 07665 Freiburg im Breisgau: Stadtteile Hochdorf und Waltershofen; Gottenheim; March; Umkirch;
  - 07666 Denzlingen; Heuweiler; Vörstetten
  - 07667 Breisach am Rhein
  - 07668 Breisach am Rhein: Ortsteil Gündlingen; Ihringen; Merdingen
  - 07669 St. Märgen; Titisee-Neustadt: Ortsteil Waldau
- 0767
  - 07671 Todtnau
  - 07672 Dachsberg; Häusern; Höchenschwand; Ibach; St. Blasien
  - 07673 Aitern; Böllen; Fröhnd; Kleines Wiesental: Ortsteil Neuenweg; Schönau im Schwarzwald; Schönenberg; Tunau; Utzenfeld; Wembach; Wieden
  - 07674 Ibach; Todtmoos; Todtnau: Ortsteil Herrenschwand
  - 07675 Bernau; St. Blasien
  - 07676 Feldberg (Schwarzwald); Todtnau: Ortsteil Fahl
- 0768
  - 07681 Waldkirch
  - 07682 Biederbach; Elzach; Gutach im Breisgau: Ortsteil Oberspitzenbach; Winden im Elztal
  - 07683 Simonswald
  - 07684 Glottertal
  - 07685 Gutach im Breisgau; Winden im Elztal: Ortsteil Niederwinden

## 077 – Donaueschingen und Umgebung
- 0770
  - 07702 Blumberg
  - 07703 Bonndorf im Schwarzwald; Stühlingen: Stadtteile Oberwangen, Sparenberg und Unterwangen
  - 07704 Geisingen
  - 07705 Bräunlingen: Stadtteil Mistelbrunn; Donaueschingen: Stadtteile Hubertshofen und Wolterdingen; Villingen-Schwenningen: Stadtteil Tannheim
  - 07706 Bad Dürrheim: Stadtteile Biesingen, Oberbaldingen, Öfingen, Sunthausen und Unterbaldingen; Immendingen
  - 07707 Bräunlingen: Stadtteil Döggingen; Hüfingen: Stadtteile Hausen vor Wald und Mundelfingen; Löffingen
  - 07708 Geisingen: Ortsteile Aulfingen und Leipferdingen
  - 07709 Stühlingen: Stadtteile Blumegg und Lausheim; Wutach
- 0771 Donaueschingen; Bräunlingen; Hüfingen
- 0772
  - 07720 Dauchingen; Villingen-Schwenningen: Stadtteile Mühlhausen und Schwenningen
  - 07721 Villingen-Schwenningen: Stadtteil Villingen; Brigachtal; Mönchweiler; Unterkirnach; Villingen-Schwenningen: Stadtteile Herzogenweiler, Marbach, Obereschach, Pfaffenweiler, Rietheim und Weilersbach
  - 07722 Furtwangen im Schwarzwald: Weiler Fuchsfalle; Hornberg; Schonach im Schwarzwald; Schönwald im Schwarzwald; Triberg im Schwarzwald
  - 07723 Furtwangen im Schwarzwald; Gütenbach
  - 07724 Furtwangen im Schwarzwald: Weiler Schlempen; St. Georgen im Schwarzwald; Unterkirnach: Weiler Stockwald und Wolfsgrund in einer Exklave
  - 07725 Hardt; Königsfeld im Schwarzwald; Mönchweiler; Niedereschach; St. Georgen im Schwarzwald; Unterkirnach: Weiler Bärlochweg, Groppertal und Wannendobel in einer Exklave
  - 07726 Bad Dürrheim; Brigachtal,
  - 07727 Unterkirnach: Weiler Neuhäusle in einer Exklave; Vöhrenbach, Villingen-Schwenningen
  - 07728 Dauchingen; Niedereschach
  - 07729 Schramberg; Stadtteil Tennenbronn; Villingendorf
- 0773
  - 07731 Singen (Hohentwiel); Gottmadingen; Hilzingen; Rielasingen-Worblingen
  - 07732 Gaienhofen; Moos; Radolfzell am Bodensee
  - 07733 Engen; Immendingen; Mühlhausen-Ehingen
  - 07734 Büsingen am Hochrhein; Gailingen am Hochrhein; Gottmadingen: Ortsteil Randegg
  - 07735 Gaienhofen; Öhningen
  - 07736 Blumberg; Tengen
  - 07738 Radolfzell am Bodensee, Singen (Hohentwiel): Weiler Neuhaus; Steißlingen
  - 07739 Gottmadingen: Ortsteil Ebringen; Hilzingen
- 0774
  - 07741 Waldshut-Tiengen: Stadtteil Tiengen; Küssaberg; Lauchringen; Ühlingen-Birkendorf; Waldshut-Tiengen: Stadtteile Aichen, Breitenfeld, Detzeln, Gurtweil, Indlekofen und Krenkingen; Weilheim: Ortsteile Bürglen und Weilheim
  - 07742 Dettighofen; Hohentengen am Hochrhein; Klettgau; Küssaberg: Ortsteile Bechtersbohl und Küßnach
  - 07743 Grafenhausen; Stühlingen: Ortsteil Bettmaringen; Ühlingen-Birkendorf; Waldshut-Tiengen: Weiler Hagnau
  - 07744 Stühlingen
  - 07745 Dettighofen: Ortsteile Baltersweil und Berwangen; Jestetten; Lottstetten
  - 07746 Eggingen; Wutöschingen
  - 07747 Grafenhausen; Schluchsee; Ühlingen-Birkendorf: Ortsteile Berau und Brenden; Waldshut-Tiengen: Stadtteil Aichen; Weilheim: Ortsteile Dietlingen und Schnörringen
  - 07748 Grafenhausen
- 0775
  - 07751 Waldshut-Tiengen: Stadtteil Waldshut; Waldshut-Tiengen: Stadtteile Dogern, Eschbach, Gaiß und Schmitzingen
  - 07753 Albbruck, Laufenburg (Baden): Stadtteil Hauenstein
  - 07754 Albbruck: Ortsteile Birkingen und Kuchelbach; Görwihl
  - 07755 Albbruck: Ortsteil Unteralpfen; Dachsberg (Südschwarzwald); Höchenschwand; St. Blasien; Waldshut-Tiengen: Stadtteile Oberalpfen und Waldkirch; Weilheim: Ortsteile Ay, Bannholz, Bierbronnen, Brunnadern, Nöggenschwiel, Oberbierbronnen und Remetschwiel
- 0776
  - 07761 Bad Säckingen; Rickenbach; Wehr: Stadtteil Öflingen
  - 07762 Hasel; Schwörstadt; Wehr
  - 07763 Bad Säckingen: Stadtteil Harpolingen; Laufenburg (Baden); Murg
  - 07764 Görwihl; Herrischried
  - 07765 Rickenbach
- 0777
  - 07771 Stockach; Bodman-Ludwigshafen: Wohnplatz Blumhof; Eigeltingen; Hohenfels; Orsingen-Nenzingen: Ortsteil Nenzingen; Überlingen: Weiler Eggenweiler
  - 07773 Bodman-Ludwigshafen; Überlingen: Stadtteile Bonndorf und Nesselwangen
  - 07774 Aach; Eigeltingen; Orsingen-Nenzingen: Ortsteil Orsingen; Volkertshausen
  - 07775 Eigeltingen; Hohenfels; Mühlingen
  - 07777 Buchheim; Leibertingen; Neuhausen ob Eck: Ortsteile Schwandorf und Worndorf; Sauldorf

## 078 – Offenburg und Umgebung
- 0780
  - 07802 Lautenbach; Oberkirch
  - 07803 Berghaupten; Gengenbach; Ohlsbach
  - 07804 Oppenau
  - 07805 Appenweier; Oberkirch: Stadtteile Nußbach, Ringelbach und Zusenhofen
  - 07806 Bad Peterstal-Griesbach
  - 07807 Neuried
  - 07808 Friesenheim: Ortsteil Oberschopfheim; Hohberg; Neuried: Ortsteil Schutterzell
- 0781 Offenburg; Durbach; Ortenberg; Schutterwald
- 0782
  - 07821 Lahr/Schwarzwald; Friesenheim
  - 07822 Ettenheim; Kappel-Grafenhausen; Mahlberg: Stadtteil: Orschweier; Ringsheim; Rust
  - 07823 Schuttertal: Ortsteile Regelsbach und Schuttertal; Seelbach
  - 07824 Meißenheim; Schwanau
  - 07825 Kippenheim; Lahr/Schwarzwald; Mahlberg
  - 07826 Biederbach; Ettenheim; Hofstetten; Schuttertal: Ortsteile Dörlinbach und Schweighausen
- 0783
  - 07831 Hausach, Gutach: Weiler Turm
  - 07832 Fischerbach; Haslach im Kinzigtal; Hofstetten; Mühlenbach; Steinach
  - 07833 Gutach (Schwarzwaldbahn); Hornberg
  - 07834 Oberwolfach; Schiltach; Wolfach
  - 07835 Biberach; Zell am Harmersbach
  - 07836 Schenkenzell; Schiltach; Wolfach: Weiler St. Roman und Sulzbächle
  - 07837 Oberharmersbach; Zell am Harmersbach: Weiler Durben
  - 07838 Nordrach
  - 07839 Bad Rippoldsau-Schapbach: Ortsteil Schapbach; Oberwolfach: Weiler Zierle
- 0784
  - 07841 Achern; Lauf; Sasbach; Sasbachwalden
  - 07842 Kappelrodeck; Ottenhöfen im Schwarzwald; Seebach
  - 07843 Renchen; Wagshurst
  - 07844 Renchen: Exklave Maiwaldsiedlung; Rheinau
- 0785
  - 07851 Kehl
  - 07852 Kehl: Stadtteil Odelshofen; Willstätt
  - 07853 Kehl: Stadtteile Bodersweier, Leutesheim, Querbach und Zierolshofen; Rheinau: Stadtteil Linx
  - 07854 Kehl: Stadtteile Goldscheuer, Hohnhurst und Marlen; Willstätt: Ortsteil Eckartsweier

## 079 – Schwäbisch Hall und Umgebung
- 0790
  - 07903 Mainhardt; Michelfeld: Ortsteil Witzmannsweiler; Schwäbisch Hall: Weiler Buchhof
  - 07904 Crailsheim: Stadtteile Buch und Saurach; Ilshofen, Kirchberg an der Jagst: Ortsteil Kleinallmerspann; Wolpertshausen
  - 07905 Braunsbach: Ortsteile Langenburg, Tierberg und Winterberg; Ilshofen Exklave Söllbot; Künzelsau: Stadtteile Laßbach und Nitzenhausen
  - 07906 Braunsbach, Ilshofen: Stadtteil und Exklave Obersteinach; Untermünkheim: Weiler Schönenberg; Wolpertshausen: Ortsteile Cröffelbach, Hohenberg
  - 07907 Ilshofen: Weiler Kerleweck, Kleinstadel und Oberscheffach; Schwäbisch Hall: Stadtteile Sulzdorf und Tüngental; Wolpertshausen: Ortsteile Hopfach und Unterscheffach
- 0791 Schwäbisch Hall; Braunsbach: Ortsteil Bühlerzimmern; Michelbach an der Bilz; Michelfeld; Rosengarten; Untermünkheim
- 0793
  - 07930 Ahorn; Bad Mergentheim: Stadtteil Dainbach; Boxberg
  - 07931 Bad Mergentheim; Igersheim
  - 07932 Bad Mergentheim: Stadtteil Herbsthausen; Niederstetten: Weiler Streichental
  - 07933 Creglingen; Niederstetten; Weikersheim: Weiler Oberndorf
  - 07934 Niederstetten: Weiler Rüsselhausen; Weikersheim
  - 07935 Niederstetten: Weiler Hachtel; Schrozberg
  - 07936 Blaufelden: Ortsteil Herrentierbach; Mulfingen: Ortsteil Zaisenhausen; Schrozberg: Stadtteile Bartenstein, Ettenhausen und Riedbach; Weikersheim: Hof Louisgarde
  - 07937 Bad Mergentheim: Stadtteil Rengershausen; Dörzbach; Krautheim; Mulfingen: Ortsteil Ailringen
  - 07938 Bad Mergentheim: Stadtteil Rot; Dörzbach: Ortsteil Heßlachshof; Ingelfingen: Stadtteil Weldingsfelden; Mulfingen
  - 07939 Creglingen: Weiler Oberrimbach, Reutsachsen, Schmerbach und Wolfsbuch; Niederstetten: Weiler Heimberg; Schrozberg: Stadtteile Leuzendorf und Spielbach
- 0794
  - 07940 Ingelfingen; Künzelsau; Kupferzell: Ortsteil Künsbach; Niedernhall
  - 07941 Öhringen; Neuenstein: Weiler Steinsfürtle; Pfedelbach; Zweiflingen: Ortsteile Friedrichsruhe und Westernbach
  - 07942 Neuenstein; Waldenburg
  - 07943 Forchtenberg; Jagsthausen; Schöntal; Widdern
  - 07944 Künzelsau: Stadtteil Haag; Kupferzell; Untermünkheim: Ortsteile Brachbach, Kupfer und Übrigshausen
  - 07945 Bretzfeld: Ortsteile Brettach und Geddelsbach; Wüstenrot
  - 07946 Bretzfeld; Langenbrettach: Ortsteil Langenbeutingen; Obersulm: Ortsteil Wieslensdorf
  - 07947 Forchtenberg; Schöntal; Weißbach; Zweiflingen: Ortsteile Orendelsall und Tiefensall
  - 07948 Forchtenberg; Öhringen: Stadtteile Baumerlenbach, Möglingen und Ohrnberg; Zweiflingen
  - 07949 Michelfeld: Ortsteile Neunkirchen und Winterrain; Pfedelbach: Ortsteile Harsberg und Untersteinbach; Waldenburg: Ortsteile Obersteinbach und Sailach
- 0795
  - 07950 Feuchtwangen: Ortsteile Ungetsheim und Zumhaus; Satteldorf: Ortsteile Beeghof und Ellrichshausen; Schnelldorf; Wörnitz
  - 07951 Crailsheim, Kreßberg: Weiler Rudolfsberg; Satteldorf
  - 07952 Blaufelden: Ortsteil Billingsbach; Rot am See: Ortsteil Beimbach; Gerabronn
  - 07953 Blaufelden; Rot am See
  - 07954 Crailsheim: Stadtteile Erkenbrechtshausen und Triensbach; Kirchberg an der Jagst; Rot am See: Weiler Heroldhausen und Lenkerstetten
  - 07955 Rot am See; Satteldorf: Ortsteile Bölgental, Bronnholzheim, Gröningen, Helmshofen und Triftshausen; Wallhausen
  - 07957 Kreßberg; Schnelldorf; Stimpfach: Weiler Gerbertshofen, Klinglesmühle und Nestleinsberg
  - 07958 Blaufelden: Ortsteile Engelhardshausen und Gammesfeld; Rot am See: Ortsteile Brettheim, Buch, Hausen am Bach, Hertershofen, Kleinansbach, Kühnhard, Reinsbürg und Reubach
  - 07959 Frankenhardt; Rosenberg: Weiler Betzenhof und Lindenhof
- 0796
  - 07961 Ellwangen (Jagst); Ellenberg: Weiler Muckental und Rothof; Hüttlingen; Neuler; Rainau; Stödtlen; Unterschneidheim
  - 07962 Ellenberg; Bühlerzell: Ortsteil Fichtenau; Jagstzell: Häuser an der L 1068; Wört: Ortsteil Schönbronn
  - 07963 Abtsgmünd Ortsteil Pommertsweiler; Adelmannsfelden; Bühlerzell: Ortsteil Hinterwald; Neuler: Ortsteil Gaishardt; Rosenberg: Weiler Hinterbrand und |Hütten
  - 07964 Ellenberg: Weiler Eiberg, Hintersteinbach und Kraßbronn; Stödtlen; Tannhausen; Wört
  - 07965 Ellenberg: Weiler Haselbach und Häsle; Ellwangen (Jagst): Ortschaften Pfahlheim und Röhlingen; Rainau; Westhausen: Weiler Lindorf
  - 07966 Tannhausen; Unterschneidheim
  - 07967 Fichtenau; Frankenhardt: Weiler Appensee und Gauchshausen; Jagstzell; Rosenberg; Stimpfach
- 0797
  - 07971 Gaildorf; Fichtenberg
  - 07972 Gschwend; Fichtenberg: Weiler Rauhenzainbach
  - 07973 Bühlertann; Obersontheim
  - 07974 Bühlertann: Ortsteil Kottspiel; Bühlerzell
  - 07975 Abtsgmünd: Ortsteil Untergröningen
  - 07976 Sulzbach-Laufen
  - 07977 Fichtenberg: Ortsteile Hornberg und Langert; Oberrot; Schwäbisch Hall: Ortsteile Rötenhof, Sittenhardt und Wielandsweiler